# ادسه
ادسه (به لاتین: Adessé) در ساحل عاج است که در lagunes واقع شده است.